# Til·ler del Molí de la Roca
El Til·ler del Molí de la Roca (Tilia platyphyllos) és un arbre que es troba a Sant Llorenç Savall (el Vallès Occidental), el qual és un dels exemplars de la seua espècie més gruixuts a Catalunya.

## Dades descriptives
- Perímetre del tronc a 1,30 m: 3,10 metres (3,30 abans del trencament d'una branca fa pocs anys).
- Alçada: 13,1 metres.
- Amplada de la capçada: 13 x 15 metres (amplada mitjana capçada: 14 metres).
- Altitud sobre el nivell del mar: 450 metres.[1]

## Aspecte general
L'interior de la soca és buit i, fa pocs anys, va perdre una de les branques de resultes d'un cop de vent. Tot i això, es manté força vigorós encara que caldria estassar el seu voltant per tal de millorar-ne la presència. És un arbre bell que, temps enrere, els propietaris de la masia de la Roca degueren plantar per tal d'aprofitar les virtuts medicinals de les seues flors.

## Accés
És ubicat a la Vall d'Horta, a tocar de la masia de la Roca: al quilòmetre 17,2 de la carretera B-124 de Castellar del Vallès a Sant Llorenç Savall arrenca una pista de terra que mena a la masia de la Roca (rètol indicador). Seguim aquesta pista uns 200 metres, fins que trobarem una esplanada a mà dreta on podem aparcar el cotxe. Continuem a peu per la pista. De seguida trobem una cruïlla i prenem la pista de l'esquerra. 200 metres més endavant, poc abans d'arribar al molí, descobrim el til·ler al costat esquerre del camí. Coordenades UTM: 31T X0420523 Y4613617.